# بيتر وولف (موسيقي)
بيتر وولف (بالإنجليزية: Peter Wolf)‏ هو موسيقي ومغن مؤلف ومصور سينمائي أمريكي، ولد في 7 مارس 1946 في ذا برونكس في الولايات المتحدة.

## وصلات خارجية
- بيتر وولف على موقع IMDb (الإنجليزية)
- بيتر وولف على موقع ميوزك برينز (الإنجليزية)
- بيتر وولف على موقع رولينغ ستون (الإنجليزية)
- بيتر وولف على موقع أول ميوزيك (الإنجليزية)
- بيتر وولف على موقع ديسكوغز (الإنجليزية)
- بيتر وولف على موقع قاعدة بيانات الفيلم (الإنجليزية)